# Josh Boone (cestista)
Oscar Joshua Boone, detto Josh (Mount Airy, 21 novembre 1984), è un ex cestista statunitense.

## Carriera
Dopo aver frequentato la West Nottingham Academy High School di Colora, Maryland, ed in seguito il college alla University of Connecticut, dove ha vinto un titolo NCAA, in seguito è stato scelto nel draft del 2006 al primo giro con il numero 23 dai New Jersey Nets, con i quali milita dall'entrata ufficiale nella lega. Alla prima stagione, in cui ha giocato pochino realizzando meno di 4 punti di media partita, è seguita una seconda annata di maggiore utilizzo con un passaggio da 11 a 24 minuti di impiego medio.

## Statistiche

### NBA

#### Regular Season
| Anno      | Squadra   | PG  | PT | MP   | TC%  | 3P% | TL%  | RP  | AP  | PRP | SP  | PP  |
| --------- | --------- | --- | -- | ---- | ---- | --- | ---- | --- | --- | --- | --- | --- |
| 2006-2007 | N.J. Nets | 61  | 0  | 11,0 | 57,9 | 0,0 | 54,4 | 2,9 | 0,2 | 0,2 | 0,3 | 4,2 |
| 2007-2008 | N.J. Nets | 70  | 53 | 25,3 | 54,8 | 0,0 | 45,6 | 7,3 | 0,8 | 0,5 | 0,9 | 8,2 |
| 2008-2009 | N.J. Nets | 62  | 7  | 16,0 | 52,8 | 0,0 | 37,6 | 4,2 | 0,5 | 0,4 | 0,8 | 4,2 |
| 2009-2010 | N.J. Nets | 63  | 28 | 16,6 | 52,5 | 0,0 | 32,8 | 5,0 | 0,5 | 0,5 | 0,8 | 4,0 |
| Carriera  | Carriera  | 256 | 88 | 17,5 | 54,4 | 0,0 | 44,5 | 4,9 | 0,5 | 0,4 | 0,7 | 5,2 |

#### Play-off
| Anno     | Squadra   | PG | PT | MP  | TC%  | 3P% | TL%  | RP  | AP  | PRP | SP  | PP  |
| -------- | --------- | -- | -- | --- | ---- | --- | ---- | --- | --- | --- | --- | --- |
| 2007     | N.J. Nets | 12 | 0  | 9,8 | 50,0 | 0,0 | 50,0 | 1,6 | 0,3 | 0,1 | 0,3 | 3,0 |
| Carriera | Carriera  | 12 | 0  | 9,8 | 50,0 | 0,0 | 50,0 | 1,6 | 0,3 | 0,1 | 0,3 | 3,0 |

## Palmarès
- Campione NCAA (2004)